# Яраяха (приток Енъяхи)
Яраяха (устар. Яры-Яха) — река в России, протекает в Ямало-Ненецком АО. Устье реки находится в 104 км по правому берегу реки Енъяха. Длина реки составляет 14 км.

## Данные водного реестра
По данным государственного водного реестра России относится к Нижнеобскому бассейновому округу, водохозяйственный участок реки — Пур, речной подбассейн реки — подбассейн отсутствует. Речной бассейн реки — Пур.
Код объекта в государственном водном реестре — 15040000112115300063061.